# Wiyu
Wiyu is een bestuurslaag in het regentschap Mojokerto van de provincie Oost-Java, Indonesië. Wiyu telt 2236 inwoners (volkstelling 2010).